# CDD-2807
CDD-2807 ist eine chemische Verbindung, die sich von Indazol ableitet und zur Wirkstoffklasse der Kinasehemmer gehört. Als STK33-Hemmer ist CDD-2807 ein potentieller Wirkstoff für die Pille für den Mann.

## Gewinnung und Darstellung
Eine mögliche Synthese geht von  3-Iod-5-(methoxycarbonyl)-1H-indazol aus. Zentrale Syntheseschritte sind eine Sonogashira-Kupplung mit 2-Ethinyl-1,1'-biphenyl und eine Amid-Kupplung mit tert-Butyl-2,6-diazaspiro[3.5]nonan-6-carboxylat.

## Eigenschaften
Im Tierversuch an männlichen Mäusen reduzierte CDD-2807 die Fertilität erfolgreich, ohne dabei Nebenwirkungen wie veränderte Hodengröße oder eine Anreicherung im Gehirn zu induzieren. Die Wirkung von CDD-2807 ist reversibel, nach Absetzen des Wirkstoffs wurden die Mäuse unabhängig von der eingesetzten Dosis wieder fruchtbar.

## Externe Links zu erwähnten Verbindungen
1. ↑  Externe Identifikatoren von bzw. Datenbank-Links zu 3-Iod-5-(methoxycarbonyl)-1H-indazol:  CAS-Nr.: 885271-25-0, PubChem: 24728589, Wikidata: Q72492100.
2. ↑  Externe Identifikatoren von bzw. Datenbank-Links zu 2-Ethinyl-1,1'-biphenyl:  CAS-Nr.: 52889-62-0, EG-Nr.: 860-970-3, ECHA-InfoCard: 100.312.818, PubChem: 12731861, ChemSpider: 13858548, Wikidata: Q126457051.
3. ↑  Externe Identifikatoren von bzw. Datenbank-Links zu tert-Butyl-2,6-diazaspiro[3.5]nonan-6-carboxylat:  CAS-Nr.: 885272-17-3, PubChem: 24820496, Wikidata: Q72502875.